# Thomas Luther
Thomas Luther (* 4. November 1969 in Erfurt) ist ein deutscher Großmeister im Schach.

## Kindheit und Jugend
Mit 4 Jahren erlernte Luther das Schachspiel. Schon als Kind beschäftigte er sich viel mit klassischer Schachliteratur und brachte sich so vieles selbst bei. 1978 wurde er Mitglied bei der HSG Medizin Erfurt. 1980, 1981 und 1984 gewann er die DDR-Meisterschaft in seiner Altersklasse. Ferner wurde er 1986 DDR-Meister im Fernschach bei der 12. DDR-Jugendmeisterschaft. Ab 1985 spielte Luther mit Mikroelektronik Erfurt in der Oberliga der DDR.

## Schachliche Karriere
1988 verlieh ihm der Weltschachverband FIDE den Titel Internationaler Meister. Nach weiteren Erfolgen, u. a. Vizemeister der DDR in Zittau 1989, Platz 2 in Altensteig 1991, Siege in Andorra 1992, Lenk und Hamburg 1993 sowie nach dem Gewinn der Deutschen Meisterschaft 1993 (nach einem 2-0-Sieg im Stichkampf gegen Thomas Pähtz) wurde er 1994 Großmeister.

### Welt- und nationale Meisterschaften
1997 nahm er an der WM in Groningen teil. Bei diesem K.-o.-Turnier gewann er mit 3,5-2,5 in der ersten Runde gegen Portisch, schied aber in der 2. Runde mit 0,5–1,5 gegen Akopian aus. 2001 erreichte er bei der WM in Moskau nach einem 3-1-Sieg in der 1. Runde gegen Sergei Wolkow erneut Runde 2. Da schied er nach einer 0,5–1,5-Niederlage gegen Ilia Smirin aus. 2002 gewann er in Saarbrücken zum zweiten Mal die deutsche Meisterschaft vor Alexander Graf und Florian Handke. Seinen dritten deutschen Meistertitel errang er 2006 in Osterburg, nach Wertung vor den punktgleichen Vitaly Kunin und Artur Jussupow.

### Nationalmannschaft der BRD
Thomas Luther vertrat den Deutschen Schachbund als Mitglied der deutschen Nationalmannschaft bei zahlreichen internationalen Mannschaftswettbewerben. 1998 (in Elista, 6. Platz), 2000 (in Istanbul, 2. Platz), 2002 (in Bled, 14. Platz) und 2006 (in Turin, 15. Platz) nahm er an der Schacholympiade teil. Außerdem gehörte er bei der Mannschaftsweltmeisterschaft 2001 und der Mannschaftseuropameisterschaft 2003 zur deutschen Auswahl.

### IPCA
Bei der Schacholympiade 2010 spielte er am Spitzenbrett für die International Physically Disabled Chess Association und erzielte 6,5 Punkte aus 10 Partien.

### Turniererfolge
Thomas Luther siegte bei zahlreichen internationalen Turnieren, z. B. Lippstadt (1994), Hastings (1994/95), Bissen/Luxemburg (1995), Apolda (1994 und 1999), Turin (1996), St. Ingbert (1996), Asti (1997), Cienfuegos/Kuba (1997), Bad Zwesten (1998), Nova Gorica/Slowenien (2000), Böblingen (2005), Oberwart (2005), Bad Homburg (2008), Nürnberg (2009). Im Oktober 2011 gewann er in Dresden die erstmals ausgetragenen World Chess Games for Disabled mit 7 Punkten aus 7 Partien.
Den 1. Platz teilte (d. h. punktgleich, aber schlechtere Feinwertung) er unter anderem bei folgenden Turnieren: Aachen (1990), Lippstadt (1996), Koszalin/Polen (1996), Erfurt (1997), Cali/Kolumbien (2000), Böblingen (2000), Bad Zwesten (2004), Arco (2004), Schwarzach (2005), Augsburg (2009).

### Vereine
Ab 1990 spielte Luther in der deutschen Schachbundesliga, zunächst bis 1993 für den VfL Sindelfingen, von 1993 bis 1997 mit dem SV Empor Berlin, mit dem er auch zweimal am European Club Cup teilnahm, in der Saison 1998/99 für die Schachfreunde Neukölln, von 2001 bis 2003 für den Erfurter SK und von 2006 bis 2009 für den SC Kreuzberg. Derzeit (Saison 2014/15) spielt er für den SV Empor Erfurt in der Oberliga Ost. In der österreichischen Staatsliga A (seit 2003 1. Bundesliga) trat er von 1998 bis 2002 für Merkur Graz an, mit dem er 1999, 2000, 2001 und 2002 die Staatsmeisterschaft gewann und dreimal am European Club Cup teilnahm. In der Saison 2002/03 spielte er für die Spielgemeinschaft Merkur Graz/Frohnleiten. Ab 2004 spielte er für die Spielgemeinschaft SK Innsbruck/Absam (unter anderem in der Saison 2006/07 in der 1. Bundesliga), von 2007 bis 2010 für Styria Graz. Seit 2012 spielt er mit dem SK Absam in der 1. Bundesliga. Ab 2001 spielte er auch in der französischen Liga für TPG Besançon, mit dem er in der Saison 2002/03 in der Nationale I, der damals höchsten Spielklasse, vertreten war. In der rumänischen Liga spielt er für den CS Contor Group Arad, mit dem er 2005 Vizemeister wurde. Auch spielt er seit 2019 in der Schweiz für Nimzowitsch Zürich in der SMM in der Nationalliga B.

## Partie
Thomas Luther pflegt einen taktisch orientierten Stil, der ihn auch für die stärksten Spieler zu einem formidablen Gegner macht. Die folgende Partie, in der er Robert Hübner direkt aus der Eröffnung heraus attackiert, ist dafür typisch. Gespielt wurde sie in der Vorschlussrunde der deutschen Meisterschaft 2002 und sie war entscheidend für seinen späteren Titelgewinn. Den Kommentaren sind persönliche Mitteilungen von Thomas Luther selbst zugrunde gelegt.
Robert Hübner (2640) – Thomas Luther (2538)
(74. Deutsche Einzelmeisterschaft, Saarbrücken, 2002, Runde 8)
1. c2–c4 c7–c6 2. e2–e4 d7–d5 3. e4xd5 Sg8–f6
Schwarz bietet ein Bauernopfer an. Durch die im Gambitstil geführte Eröffnung (Skandinavisches Gambit) gewinnt die Partie schnell an Schärfe.
4. Dd1–a4
Auch nach 4. d5xc6 Sb8xc6 entsteht eine Gambitvariante mit gutem Spiel für Schwarz.
4. … e7–e6
So oder so, Schwarz will auf jeden Fall einen Bauern opfern.
5. d5xe6 Lf8–c5 6. Sg1–f3
|   | a | b | c | d | e | f | g | h |   |
| 8 |   |   |   |   |   |   |   |   | 8 |
| 7 |   |   |   |   |   |   |   |   | 7 |
| 6 |   |   |   |   |   |   |   |   | 6 |
| 5 |   |   |   |   |   |   |   |   | 5 |
| 4 |   |   |   |   |   |   |   |   | 4 |
| 3 |   |   |   |   |   |   |   |   | 3 |
| 2 |   |   |   |   |   |   |   |   | 2 |
| 1 |   |   |   |   |   |   |   |   | 1 |
|   | a | b | c | d | e | f | g | h |   |

Stellung nach dem 6. Zug von Weiß
Die Annahme des zweiten Bauernopfers wollte Weiß nicht riskieren. Nach 6. e6xf7+ Ke8xf7 greift auch noch der Turm h8 ins Geschehen ein.
6. … Sf6–g4
Weiterhin setzt Schwarz auf aggressives Vorgehen.
7. d2–d4 Lc5xd4 8. Sf3xd4 Dd8xd4 9. Da4–c2 Sb8–a6
|   | a | b | c | d | e | f | g | h |   |
| 8 |   |   |   |   |   |   |   |   | 8 |
| 7 |   |   |   |   |   |   |   |   | 7 |
| 6 |   |   |   |   |   |   |   |   | 6 |
| 5 |   |   |   |   |   |   |   |   | 5 |
| 4 |   |   |   |   |   |   |   |   | 4 |
| 3 |   |   |   |   |   |   |   |   | 3 |
| 2 |   |   |   |   |   |   |   |   | 2 |
| 1 |   |   |   |   |   |   |   |   | 1 |
|   | a | b | c | d | e | f | g | h |   |

Stellung nach dem 9. Zug von Schwarz
Der zweite schwarze Springer schaltet sich in den Angriff ein. Die schwarze Eröffnungsstrategie war ein Erfolg.
10. Sb1–a3 Lc8xe6 11. h2–h3 Sa6–b4 12. Dc2–d2 Dd4–e4+ 13. Lf1–e2 De4xg2 14. Th1–f1 Sg4–h2 (!)
|   | a | b | c | d | e | f | g | h |   |
| 8 |   |   |   |   |   |   |   |   | 8 |
| 7 |   |   |   |   |   |   |   |   | 7 |
| 6 |   |   |   |   |   |   |   |   | 6 |
| 5 |   |   |   |   |   |   |   |   | 5 |
| 4 |   |   |   |   |   |   |   |   | 4 |
| 3 |   |   |   |   |   |   |   |   | 3 |
| 2 |   |   |   |   |   |   |   |   | 2 |
| 1 |   |   |   |   |   |   |   |   | 1 |
|   | a | b | c | d | e | f | g | h |   |

Stellung nach dem 14. Zug von Schwarz
Schwarz leitet eine Kombination mit Materialgewinn ein. Der unscheinbare Springer h2 wird die weiße Stellung fast im Alleingang in Schutt und Asche legen.
15. Dd2xb4 0–0–0 16. Sa3–b5
Ein schöner Versuch, mit einem Springeropfer den schwarzen König zu behelligen, doch Schwarz verfügt über einen sehenswerten Gegenschlag:
16. … c6xb5 17. Lc1–f4
|   | a | b | c | d | e | f | g | h |   |
| 8 |   |   |   |   |   |   |   |   | 8 |
| 7 |   |   |   |   |   |   |   |   | 7 |
| 6 |   |   |   |   |   |   |   |   | 6 |
| 5 |   |   |   |   |   |   |   |   | 5 |
| 4 |   |   |   |   |   |   |   |   | 4 |
| 3 |   |   |   |   |   |   |   |   | 3 |
| 2 |   |   |   |   |   |   |   |   | 2 |
| 1 |   |   |   |   |   |   |   |   | 1 |
|   | a | b | c | d | e | f | g | h |   |

Stellung nach dem 17. Zug von Weiß
Nun droht Dc5+, was Dc6 mit Springerverlust erzwingen würde, da Schwarz sonst mattgesetzt wird.
17. … Dg2xf1+ !!
Dieses Damenopfer bereitet einen effektiven Einsatz den Springers vor. Schwarz gewinnt entscheidend Material.
18. Le2xf1 Sh2–f3+ 19. Ke1–e2 Sf3–d4+ 20. Ke2–d2
Fügt sich ins Abzugsschach, aber andere Königszüge waren noch schlechter: auf Ke2–e1/e3 folgt Sd4–c2+ mit Damengewinn.
20. … Sd4–c6+ 21. Db4–d6 Td8xd6+ 22. Lf4xd6 Le6xc4
Der Lohn des schwarzen Kombinationsspiels: der Rauch hat sich verzogen und Schwarz hat 2 Bauern mehr.
23. Kd2–c3 Th8–d8 24. Ld6–f4 Lc4xf1 25. Ta1xf1 b5–b4+ 26. Kc3–c2 Td8–d5 27. Lf4–e3 Kc8–d7 28. Tf1–g1 g7–g6 29. Tg1–g4 a7–a5 30. Tg4–h4 h7–h5 31. Th4–f4 f7–f5 32. h3–h4 b7–b5 33. Tf4–f3 Sc6–d4+ 34. Le3xd4 Td5xd4 35. Tf3–d3 Td4xd3 36. Kc2xd3 g6–g5
Dieser Bauerndurchbruch entscheidet die Partie. Der Rest der Vollständigkeit halber:
37. h4xg5 h5–h4 38. Kd3–e2 f5–f4 39. f2–f3 Kd6–e6 40. Ke2–f2 Ke6–f5 41. Kf2–g2 Kf5xg5 42. Kg2–h3 Kg5–h5 43. Kh3–g2 Kh5–g6 44. Kg2–h2 Kg6–f6 45. Kh2–h3 Kf6–e5 46. Kh3xh4 Ke5–d4
Weiß gab auf!

## Persönliches
Luther, der eine angeborene Behinderung (Dysmelie) an den Armen hat, erhielt als Kind von einigen Verantwortlichen in der DDR die Einschätzung, er besitze keine sportliche Perspektive. Er berichtet, aus der Erfahrung, so gut wie andere sein zu können, viel Energie gewonnen zu haben.
Thomas Luther ist Autor bei ChessBase. Er hat verschiedene Lern-DVDs veröffentlicht. Insbesondere gilt er als einer der führenden Experten auf dem Gebiet der französischen Verteidigung, über die er mehrere Werke verfasste.
2009 schloss er ein Studium an der FernUniversität in Hagen mit dem Titel eines Diplomkaufmanns ab.
Seit dem FIDE-Kongress 2010 ist Thomas Luther FIDE-Beauftragter für den Behinderten-Schachsport.